# Hohnstedter Holz
Das Hohnstedter Holz ist ein Naturschutzgebiet in der Stadt Wolfsburg in Niedersachsen.

## Allgemeines
Das Naturschutzgebiet mit dem Kennzeichen NSG BR 166 ist circa 275 Hektar groß. Es ersetzt im Geltungsbereich der Naturschutzverordnung das Landschaftsschutzgebiet „Hohnstedter Holz und Wilshop“, von dem es ansonsten teilweise umgeben ist. Der größte Teil des Naturschutzgebietes ist Bestandteil des FFH-Gebietes „Eichen-Hainbuchenwälder zwischen Braunschweig und Wolfsburg“ sowie des EU-Vogelschutzgebietes „Laubwälder zwischen Braunschweig und Wolfsburg“. Das Gebiet steht seit dem 28. November 2020 unter Naturschutz. Zuständige untere Naturschutzbehörde ist die Stadt Wolfsburg.

## Beschreibung
Das Naturschutzgebiet liegt im Südwesten der Stadt Wolfsburg. Es stellt ein Waldgebiet mit großflächigen Buchen- und Eichen-Hainbuchenwäldern mit stellenweisen Übergängen zu Buchenmischwäldern unter Schutz. Die Wälder stocken vielfach auf frischen bis feuchten Standorten. In die Wälder sind einige Waldwiesen eingebettet. Die Wälder werden von einigen Bächen durchzogen. Weiterhin sind einige Teiche, kleinflächig Sumpf- und Bruchwälder zu finden.
Die Buchenwälder sind als Hainsimsen- bzw. Waldmeister-Buchenwälder ausgeprägt. Sie werden von der Rotbuche dominiert. Dazu gesellen sich Stieleiche, Hängebirke, Eberesche und Hainbuche. In der Krautschicht siedeln je nach Ausprägung Drahtschmiele, Pillensegge, Behaarte Hainsimse, Waldflattergras, Zweiblättrige Schattenblume, Waldsauerklee, Waldgeißblatt und Schönes Widertonmoos bzw. Einblütiges Perlgras, Waldflattergras, Waldknäuelgras, Waldmeister, Große Sternmiere und Buschwindröschen.
Die Eichen-Hainbuchenwälder werden von Stieleiche und Hainbuche dominiert. Dazu gesellen sich Rotbuche und Schwarzerle sowie Gemeine Hasel. In der Krautschicht siedeln unter anderem Waldflattergras, Buschwindröschen, Gewöhnliche Goldnessel und Große Sternmiere.
Sumpf- und Bruchwälder werden in erster Linie von Schwarzerle, Gemeiner Esche und Weiden gebildet. In der Krautschicht siedeln unter anderem Sumpfsegge, Winkelsegge, Rasenschmiele, Riesenschwingel, Bitteres Schaumkraut und Großes Springkraut.
In offenen Bereichen entlang der Bäche und an Waldrändern sind vielfach Hochstaudenfluren ausgebildet. Sie werden beispielsweise von Mädesüß, Kohlkratzdistel, Gewöhnlichem Wasserdost und Gewöhnlicher Blutweiderich gebildet.
Die Waldwiesen sind teilweise als Borstgraswiesen ausgebildet. Hier siedeln Borstgras, Wiesen- und Hasenfußsegge, Vielblütige Hainsimse, Gewöhnliches Pfeifengras und Blutwurz.
Die Wälder sind Lebensraum für Rotmilan, Wespenbussard, Hohltaube, Schwarzspecht, Grauspecht, Mittelspecht, Buntspecht, Kleinspecht. Sumpf- und Bruchwälder sind Lebensraum für die Waldschnepfe. An Gewässern lebt der Eisvogel. Weiterhin sind im Naturschutzgebiet unter anderem Baumfalke, Wendehals, Neuntöter, Nachtigall und Pirol heimisch. Die Wälder beherbergen verschiedene Fledermäuse wie Mopsfledermaus, Große und Kleine Bartfledermaus, Fransenfledermaus, Großen und Kleinen Abendsegler, Braunes Langohr und Rauhautfledermaus sowie viele Lauf-, Blatthorn- und Rüsselkäferarten. Die Sumpf- und Bruchwälder beherbergen unter anderem den Kleinen Schillerfalter. Gewässer sind Lebensraum für die Gebänderte Prachtlibelle. Die Teiche sind mit den sie umgebenden Wäldern Lebensraum für den Kammmolch.
Die Wälder verfügen über einen hohen Alt- und Totholzanteil. Teile der Wälder unterliegen der natürlichen Waldentwicklung.
An das Naturschutzgebiet schließen nach Norden und Süden überwiegend weitere Waldgesellschaften an. Im Westen und Osten grenzen größtenteils landwirtschaftliche Nutzflächen an das Naturschutzgebiet.